# Vittoria Aganoor
Vittoria Aganoor (en armenio: Վիկտորիա Աղանուր (Padua, 26 de mayo de 1855 - Perugia, 9 de abril de 1910) fue una poetisa italiana de ascendencia armena.
Séptima hija de Eduardo Aganoor y Josefina Pacini, en casa de su familia noble solían pasar celebridades como Andrea Maffei o Antonio Fogazzaro.
En 1876 se fue a vivir a Nápoles donde conoció a Enrique Nencioni. quien la ayudó con su poesía, aunque fue con su amigo, el poeta Domenico Gnoli, con quien mantuvo más correspondencia.
Su carácter depresivo la hizo muy emocionalmente dependiente de su familia, y aunque fue una escritora precoz, su primer libro no se publicó hasta 1900, Leggenda eterna.
En 1901, se casó con Guido Pompilj, y se fue a Perugia. 
Murió de cáncer el 9 de abril de 1910, un mes antes de cumplir 55 años. Su marido devastado por su pérdida se suicido al día siguiente. Ambos reposan en un mausoleo en el cementerio monumental de Perugia.

## Obra

### Poesía
- I cavalli di San Marco, Venecia, Stab. Tip. C. Ferrari, 1892;

- A mio padre. Versi, Venecia, Stab. Tip. Lit. C. Ferrari, 1893;

- Leggenda eterna, Milán, Treves, 1900

- Nuove Liriche, Roma, Nuova antologia, 1908;

- Poesie complete, Florencia, Successori Le Monnier, cura de Luigi Grilli, 1912, y sucesivas edicionee, una premisa en poder de la lectura del autor en el Colegio Romano, Florencia, F. Le Monnier, 1927;

- Nuove liriche, cura de John Butcher, Bolonia, Nuova S1, 2007;

### Cartas y correspondencia
- Lettere a Domenico Gnoli, 1898-1901, por primera vez publicado al cuidado de Biagia Marniti, Caltanissetta, Roma, Sciascia, 1967;

- Lettere a Giacomo Zanella (1876-1888), cura de Adriana Chemello, Mirano, Eidos, 1996;

- Lettere scelte di Vittoria Aganoor ad Antonio Fogazzaro, cura de Brunone De Toffol, Mansue, Comune, Biblioteca comunal, 2002;

- Aganoor, la brezza e il vento, corrispondenza di Vittoria Aganoor a Guido Pompilj, cura de Lucia Ciani, Bolonia, Nuova S1, 2004;

- Vittoria Aganoor, Almerigo da Schio, lettere (1886-1909), cura di Lucia Ciani, S.l. Ribis, 2005;

### Historietas
- Página de Diario/Pagina di Diario. Historietas de Aline Daka y tradujo Gleiton Lentz. (n.t.) Revista Literaria em Tradução 9 (2): 381-390 set. 2014. ISSN 2177-5141